# Bernd Braun (Historiker)

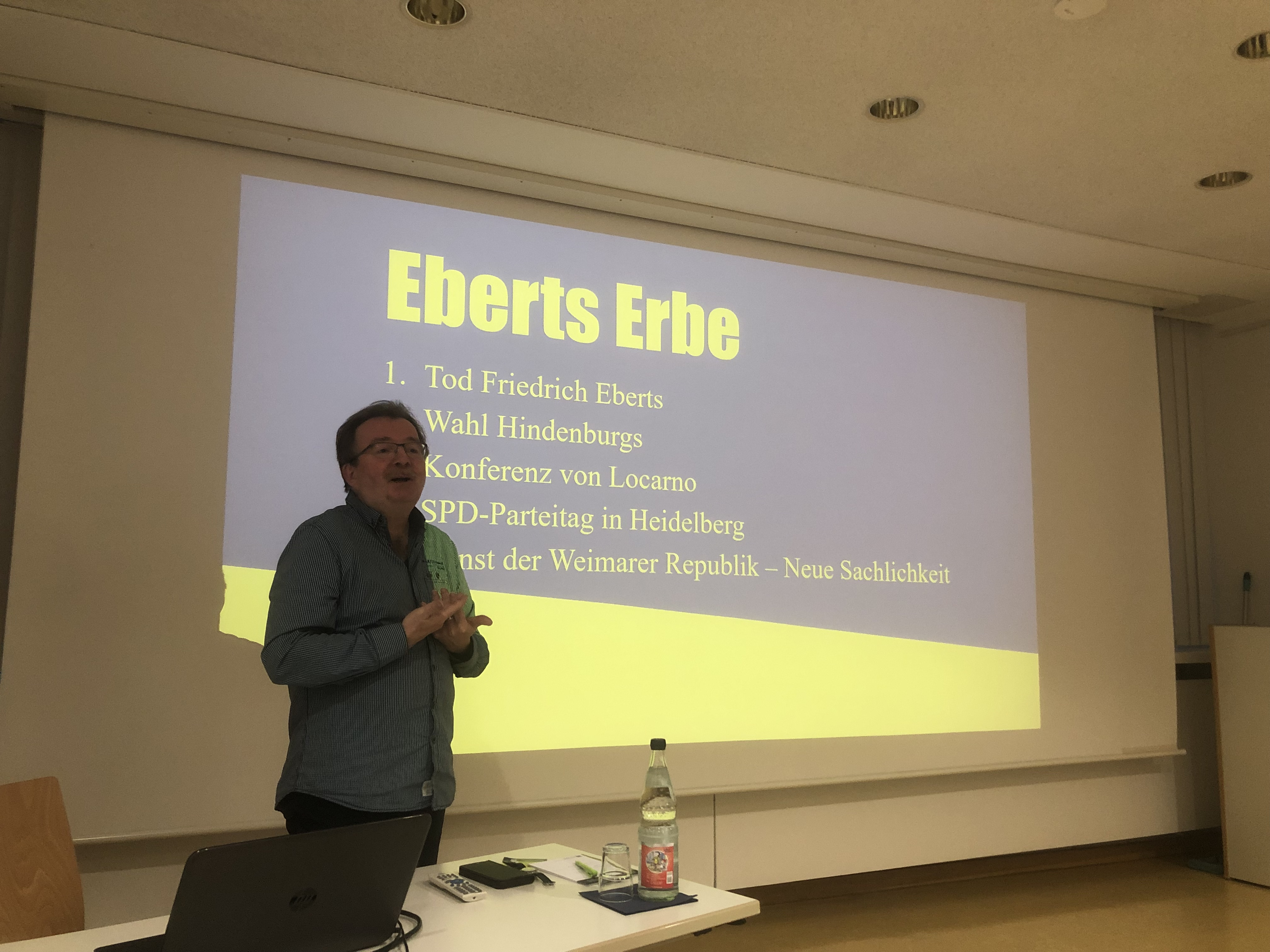
Bernd Braun referiert am 9. April 2025 an der VHS Winnenden über Friedrich Ebert

Bernd Braun (* 23. März 1963 in Pforzheim) ist ein deutscher Historiker und Hochschullehrer.

## Leben
Nach dem Abitur am Kepler-Gymnasium in Pforzheim und der Ableistung des Grundwehrdienstes absolvierte er ein Studium der Mittleren und Neueren Geschichte, Germanistik und Politikwissenschaft an der Universität Heidelberg, das er 1990 mit dem Magister Artium „mit Auszeichnung“ abschloss. 1997 wurde er mit einer Biographie über den Arbeiterführer Hermann Molkenbuhr promoviert, die in der Schriftenreihe der Parlamentarismus-Kommission erschien.
Seit 1989 ist er Mitarbeiter der Stiftung Reichspräsident-Friedrich-Ebert-Gedenkstätte in Heidelberg, zunächst als studentische Hilfskraft, seit 1990 als Museumspädagoge, seit 1999 als Wissenschaftlicher Mitarbeiter, seit 2009 als stellvertretender Geschäftsführer und seit 2023 als Geschäftsführer und Mitglied des Vorstands. Seit 2002 hat er einen Lehrauftrag am Historischen Seminar der Universität Heideberg. 2018 wurde er von der Universität Heidelberg zum Honorarprofessor ernannt.
Seine Schwerpunkte in Forschung und Lehre sind die Geschichte des Kaiserreiches und der Weimarer Republik, der Arbeiterbewegung und des Parlamentarismus. Hervorzuheben ist seine Beschäftigung mit den zwölf Reichskanzlern der Weimarer Republik, aus der eine Wanderausstellung, ein Bildband, eine Monographie und zahlreiche Aufsätze hervorgegangen sind.
Braun ist u. a. Mitglied der Kommission für geschichtliche Landeskunde in Baden-Württemberg und der Heidelberger Kommission für Straßennamen.

## Schriften (Auswahl)
- Bernd Braun: (zusammen mit Ulrike Hörster-Phillips): In jeder Stunde Demokratie. Joseph Wirth (1879–1956). Ein politisches Porträt in Bildern und Dokumenten, Freiburg im Breisgau 2016. ISBN 978-3-86833-159-2
- Bernd Braun: Die Reichskanzler der Weimarer Republik. Von Scheidemann bis Schleicher, Stuttgart 2013. ISBN 978-3-17-026012-2
- Bernd Braun: Die Weimarer Reichskanzler. Zwölf Lebensläufe in Bildern, Düsseldorf 2011. ISBN 3-7700-5308-7
- Bernd Braun: Hermann Molkenbuhr (1851–1927). Eine politische Biographie, Düsseldorf 1999. [= Dissertation Universität Heidelberg 1997].  ISBN 978-3-8012-4163-6